# Fabio Dal Zotto
Fabio Dal Zotto (ur. 17 lipca 1957 w Vicenzy) – włoski szermierz, florecista i szpadzista, dwukrotny medalista olimpijski i trzykrotny medalista mistrzostw świata.
Na igrzyskach olimpijskich w Montrealu w 1976 roku wywalczył indywidualnie złoty medal. W rundzie finałowej, w barażowej walce o złoto pokonał Aleksandra Romankowa z ZSRR 5:1. Parę dni później reprezentacja Włoch w składzie: Carlo Montano, Fabio Dal Zotto, Stefano Simoncelli, Giovanni Battista Coletti i Attilio Calatroni zdobyła srebrny medal we florecie drużynowym. Wystartował tam również w szpadzie drużynowej zajmując siódme miejsce.
Podczas mistrzostw świata w Buenos Aires w 1977 roku wraz z kolegami z reprezentacji wywalczył srebrny medal drużynowo. Wynik ten powtórzył na rozgrywanych dwa lata później mistrzostwach świata w Melbourne. Ponadto zdobył tam brązowy medal w zawodach indywidualnych, plasując się za Aleksandrem Romankowem i Francuzem Pascalem Jolyotem.
Po zakończeniu kariery ukończył studia na dwóch kierunkach: politologii i socjologii. 
Jego kuzyn, Andrea Borella, także był szermierzem.

## Starty olimpijskie (medale)
Montreal 1976
- floret indywidualnie –  złoto
- floret drużynowo –  srebro